# Secamone longiflora
Secamone longiflora är en oleanderväxtart som beskrevs av J. Klackenberg. Secamone longiflora ingår i släktet Secamone och familjen oleanderväxter. Inga underarter finns listade i Catalogue of Life.